# Parinari parilis
Parinari parilis là một loài thực vật có hoa trong họ Cám. Loài này được J.F.Macbr. mô tả khoa học đầu tiên năm 1934.